# اللوبي السعودي في الولايات المتحدة
اللوبي السعودي في الولايات المتحدة هي مجموعة من المحامين وشركات العلاقات العامة وجماعات الضغط المهنية التي تدفع لهم مباشرة حكومة المملكة العربية السعودية للضغط على الجمهور وحكومة الولايات المتحدة نيابة عن مصالح حكومة المملكة العربية السعودية. تأسست المجموعة وأطلقت في 16 مارس 2016 بهدف تحسين صورة سياسات حكومة المملكة العربية السعودية لدى الرأي العام الأمريكي بشكل عام وصانع القرار الأمريكي بشكل خاص، يرأس اللجنة حالياً سلمان الأنصاري. 
في يناير 2023، ذكرت منظمة الديمقراطية الآن للعالم العربي أنه تم استخدام حسابات 16 مواطنًا سعوديًا لاستبعاد العديد من المحررين المؤيدين للسعودية من ويكيبيديا، مما أثر على مجموعة متنوعة من المقالات. ومع ذلك، نفت ويكيبيديا مثل هذه الادعاءات.

## الأعضاء والتمويل
تشغل ريم دفع منصب نائب رئيس اللجنة، بالإضافة إلى 15 باحثا تضمهم اللجنة، وهي لجنة مستقلة عن السفارة السعودية أو أي مؤسسة أو مركز يهتم بالقضايا السعودية في أمريكا وتحديدا في العاصمة الأمريكية، وتُموّل عن طريق الأعمال البحثية والتبرعات والمؤتمرات التي تقوم بها اللجنة.

## الأنشطة
- عقد أول منتدى نسائي سعودي أمريكي في واشنطن.
- إقامة مهرجان ثقافي موسيقي في ولاية ميريلاند الأميركية، يتناول التعريف بتاريخ وأنواع الفنون الموسيقية السعودية.

## الانتقادات
تعرض سلمان الأنصاري لانتقادات حادة ووصف بالفاشل والمحب للظهور من العديد من المغردين الذين طلبوا من الأنصاري أن يركز في دوره والمطلوب منه بتشكيل لوبي ضغط سعودي وواجهة إعلامية بواشنطن بدل الانجراف لمواضيع أخرى كرأيه في المتدينين والعلاقات السعودية التركية والإخوان وبدل تهوينه من قانون جاستا الذي يحاك للسعودية.

## أنظر أيضاً
- لجنة العلاقات العامة السعودية الأمريكية  «سابراك»